# Frank L. Houx
Frank Lee Houx (Lexington, 12 de dezembro de 1854 — Cody, 3 de abril de 1941) foi um político norte-americano do Partido Democrata que exerceu como o 10.º Governador do Wyoming de 1917-1919 e o 5.º Secretário de Estado do Wyoming de 1911-1919.

## Vida
Frank Lee Houx nasceu perto de Lexington, Missouri, filho de George Washington Houx, que mais tarde serviu no Exército dos Estados Confederados sob a liderança de Sterling Price, e Frances Pearl Price no dia 12 de Dezembro de 1854, embora tenha datas de nascimento conflitantes que vão até 1860. Cresceu na fazenda de sua família e em 1875 casou-se com Augusta Camp, com quem mais tarde teve três filhos. No dia 10 de Abril de 1898, Augusta morreu e Houx casou-se novamente em 1899 com Ida Mason Christy, com quem teve quatro filhos.
Começou a estudar direito, exercendo no escritório de John S. Blackwell, de Lexington, Missouri. Houx não concluiu seu curso, porém, voltando sua atenção para os interesses comerciais. Formou-se no Shaw's Business College em Kansas City, Missouri, em 1884. No ano seguinte, mudou-se para Montana e entrou no ramo de gado. Em 1895, foi morar em Cody, Wyoming, onde se dedicou à política.

### Política
Acabou se envolvendo com William F. Cody e ajudou na criação de Cody, Wyoming. Em 1901, concorreu à prefeito de Cody após sua incorporação em sua primeira eleição para prefeito e derrotou George T. Beck. Durante seu primeiro mandato como Prefeito, também exerceu como juiz da polícia de 1902 até 1903. Foi reeleito para um segundo mandato para prefeito em 1905. Durante os quatro anos seguintes, a cidade construiu uma residência para ele, que agora serve como alojamento e café da manhã conhecida como "Pousada do Prefeito". De 1902 até 1903, exerceu como juiz da polícia de Cody e voltou à prefeitura de 1905 até 1909.
Durante as eleições de 1910, Houx foi nomeado pelo Partido Democrata para ser Secretário de Estado e venceu as eleições gerais, tornando-se o primeiro Democrata a ocupar o cargo na história do Wyoming e foi reeleito em 1914 com ambas as vitórias sendo extremamente "no sufoco". Quando o Governador John B. Kendrick renunciou ao cargo no dia 26 de Fevereiro de 1917 após ser eleito para o Senado dos Estados Unidos, Houx tornou-se Governador Interino e exerceu até o término do mandato de Kendrick, deixando o cargo no dia 6 de Janeiro de 1919. Tentou a eleição como governador por direito próprio em 1918, mas foi derrotado pelo candidato Republicano Robert D. Carey.
Durante seu mandato como governador durante a Primeira Guerra Mundial, Houx mobilizou a Guarda Nacional do Wyoming para o serviço federal, nomeou o Conselho de Defesa Nacional do Wyoming e nomeou pessoas para administrar o recrutamento do Serviço Militar. Apoiou a proibição do álcool e durante o processo de ratificação da 18ª Emenda escreveu a trinta e sete governadores pedindo-lhes que apoiassem a emenda e recebeu apoio de dezesseis deles. No dia 19 de Janeiro de 1918, seu filho, Christy Houx, foi encontrado morto depois de vários arrastos no Lago Lindenmeier depois que seu navio naufragou no dia 16 de Janeiro.

### Últimos anos
Houx então entrou no negócio de refino de petróleo no Texas. Em 1931, acabou se envolvendo na mineração de ouro e construiu escritórios em Denver, Colorado, para promover o desenvolvimento da mineração de ouro no condado de San Juan. Voltou para Cody em 1935 e em 1938 sofreu uma queda que o fez quebrar o quadril, mas depois se recuperou. No dia 3 de Abril de 1941 morreu no Hotel Irma após sofrer de uma doença durante dois anos aos 86 anos e foi sepultado no Cemitério Cody. A autobiografia que escreveu em 1939 foi publicada em série pelo jornal Cody Enterprise nos meses seguintes à sua morte.